# Neofidonia
Neofidonia là một chi bướm đêm thuộc họ Geometridae.